# هوي سيفيرينو
هوي سيفيرينو هو صحفي فلبيني، ولد في 18 يوليو 1961 في مانيلا في الفلبين.